# 比姆森·塔帕

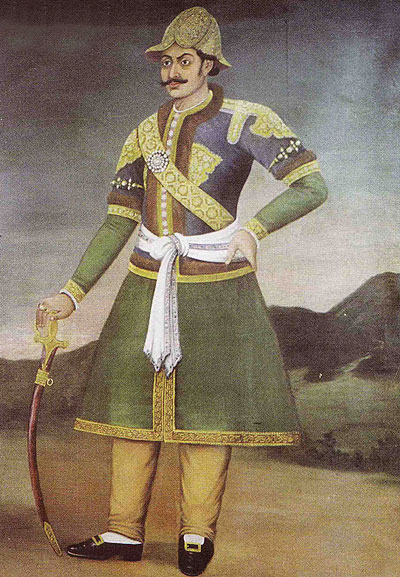
比姆森·塔帕

比姆森·塔帕（1775年8月—1839年8月5日）是尼泊尔沙阿王朝时期的一位政治、军事人物。他于1806年至1837年担任尼泊尔首相。

## 生平
比姆森原为王宫禁卫，后来成为国王拉纳·巴哈都尔·沙阿的个人秘书。1800年，拉纳·巴哈都尔国王退位出逃瓦拉纳西的时候，比姆森跟随前往，后来于1804年帮助拉纳·巴哈都尔重掌政权。1806年，拉纳·巴哈都尔为同父异母弟舍尔·巴哈都尔·沙阿所弑，比姆森诛杀了相关的93人，并担任尼泊尔首相，权倾一时。
比姆森担任首相期间，廓尔喀疆域广大，西迄萨特莱杰河，东至提斯塔河。然而，尼泊尔与英属印度发生冲突，最终于1814年导致了英尼战争。这场战争对于尼泊尔来说损失惨重。1816年，双方签订苏高利条约，尼泊尔被迫割让将近1/3的领土给英属印度，且英国在尼泊尔派驻永久驻扎专员。
1816年，国王吉尔凡·尤达·比克拉姆·沙阿未成年就死去了，年幼的王储拉仁德拉·比克拉姆·沙阿继位，王太后特里普拉桑达里摄政，比姆森继续执政。1832年，王太后病逝，国王亲政，比姆森的权力被削弱。他试图用阴谋手段夺权，被政敌潘德家族（前首相达摩达尔·潘德的家族）发觉，1839年，被国王投入监狱，迫其自杀。他的尸体被肢解，抛弃荒郊野外喂豺狼禽兽。但比姆森死后，沙阿王朝宫廷斗争并未结束，反而更加激烈了，最终导致了拉纳王朝的建立，沙阿王朝国王形同傀儡。

## 紀念
加德满都的达拉哈拉塔，是特里普拉桑达里王太后为纪念比姆森的功绩而建的。